# تان می، بس گیانگ
تان می، بس گیانگ (به لاتین: Tân Mỹ, Bắc Giang) یک منطقهٔ مسکونی در ویتنام است که در استان باک گیانگ واقع شده‌است.